# Jan Komodziński
Jan Komodziński (Kamodziński) herbu Grzymała – podczaszy kamieniecki w latach 1699-1725/1726.
Jako poseł województwa bracławskiego był uczestnikiem Walnej Rady Warszawskiej 1710 roku.